# のぼうの城
『のぼうの城』（のぼうのしろ）は、和田竜による日本の歴史小説。またそれを原作とする2012年の日本映画。

## 概要
和田竜の小説家デビュー作であり、第29回城戸賞（2003年）を受賞した脚本『忍ぶの城』を、映画化を前提としたノベライズとして自ら執筆したものである。表紙イラストはオノ・ナツメが担当している。
2008年には花咲アキラの作画によりコミカライズされ、『ビッグコミックスピリッツ』（小学館）にて連載された。
第139回（2008年上半期）直木賞ノミネート、2009年の第6回本屋大賞第2位。
2010年10月時点で累計発行部数70万部を突破している。

## あらすじ

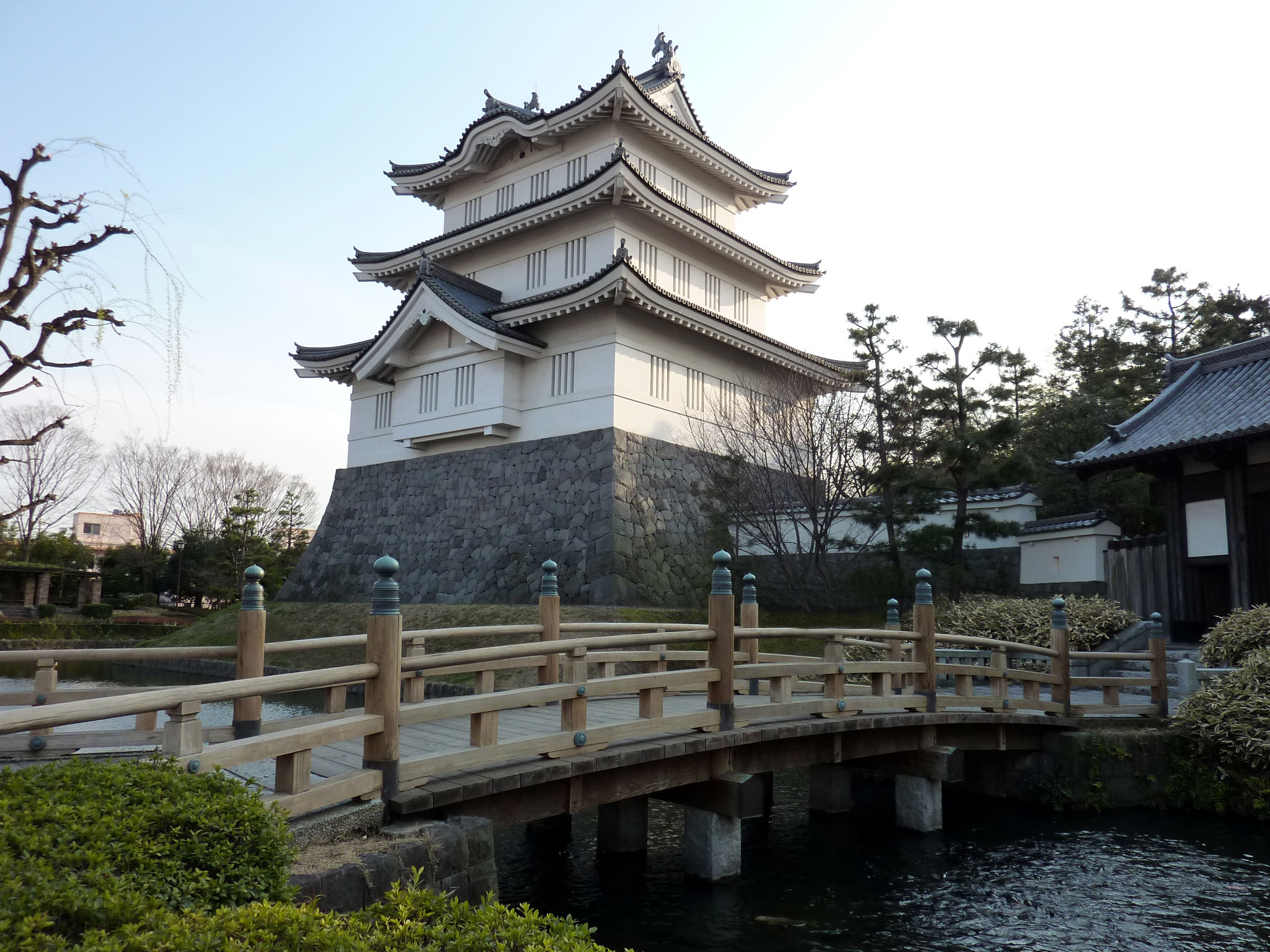
作品の舞台となった忍城（模擬御三階櫓、埼玉県行田市）

周囲を湖に囲まれ、浮城とも呼ばれる忍城（おしじょう）。領主・成田氏一門の成田長親は、領民から「でくのぼう」を略して「のぼう様」と呼ばれ、親しまれる人物であった。
天下統一目前の豊臣秀吉は、関東最大の勢力北条氏の小田原城を攻略せんとしていた（小田原征伐）。豊臣側に抵抗するべく、北条氏政は関東各地の支城の城主に籠城に参加するよう通達した。支城の一つであった忍城主の氏長は、北条氏に従うように見せかけ、手勢の半数を引き連れて小田原籠城作戦に赴きつつも、裏では豊臣側への降伏を内通していた。
「武州・忍城を討ち、武功を立てよ」秀吉にそう命じられ、石田三成は佐竹や宇都宮などの大軍勢を率いて忍城に迫る。軍使として遣わされた長束正家は、成田氏がすでに降伏を決めていることを知りながら、戦を仕掛けるためにあえて傲慢な振る舞いをし、まんまと策略にはまった総大将・長親は「戦」を選択した。当主・氏長より降伏を知らされていた重臣たちは、初めは混乱するが覚悟を決め、かくして忍城籠城戦は幕を開けた。
三成率いる2万超の軍勢に、農民らを含めても3千強の成田勢。総大将たる長親は、将に求められる武勇も智謀も持たない、その名の通りでくのぼうのような男。だがこの男にはただ一つ、他人に好かれる才能、特に異常なほどの民からの「人気」があった。
地の利と士気の高さから、緒戦は忍城側の圧勝であった。三成は、近くを流れる利根川を利用し、総延長28キロメートルに及ぶ石田堤を建設、忍城と城下本丸を除いて水没させる水攻めを行うことを決定する。これに対する長親の策は、城を囲む湖に船を出して、敵兵の前で田楽踊りを披露することであった。
三成の指示で雑賀衆が田楽踊りを踊る長親を狙撃するが、長親は一命を取り留める。その後、城に入らず場外で堤作りに雇われていた百姓らも長親が撃たれたことの怒りから石田堤を壊す者が現れ、水攻めは失敗する。
水が引き、三成軍が総攻撃を行おうとする矢先、小田原城が落城したとの知らせが成田勢にもたらされ、忍城も開城する。小田原城落城時までもちこたえた支城は忍城だけだった。

## 登場人物

### 成田家
成田長親（なりた ながちか）
当主・氏長の従兄弟。農作業が好きで、よく領民の作業を手伝いたがるが、不器用なため、どちらかというと迷惑をかけている。表情に乏しい背の高い大男で、のそのそと歩く。当主の従兄弟であるが、家臣はおろか百姓らからも、その姿から「でくのぼう」を略して「のぼう様」と呼ばれるが、本人は全く気にしていない。本名で呼ぶのは、氏長や身内・重臣のみである。運動は滅法苦手で、馬にさえ乗れない。愚鈍な人物と思われているが、実は非常に誇り高く、民百姓とも分け隔てなく接することのできる度量の広い人物でもある。このため百姓や足軽など、身分の低い者たちからは非常に慕われており、百姓たちも長親のためならば命を賭けることさえ厭わない。
過去に氏長の娘である甲斐姫が起こした騒動を収めたことがあるが、詳細は語られていない。
成田泰季（なりた やすすえ）
長親の父親。氏長にとっては叔父。長親が唯一頭が上がらない人物で、長親とは正反対の気質の持ち主。不肖の息子・長親について不満を漏らしている。過去に数度裏切った成田家を許してくれた北条家に恩義を感じており、小田原攻めに際しては、豊臣陣を迎え撃つべきだと強固に主張したが、急に体調を崩し、長親が開戦を決めた直後に死去した。
成田氏長（なりた うじなが）
成田家の当主。眉目秀麗で、挙措動作も涼やかだが、器量は人並みである。当主として、それなりに政略や戦略の見識はあるが、それよりも連歌をこよなく愛しているため、二番目の妻である珠からは「腑抜け」と密かに罵られている（当人は知らない）。小田原攻めに先立ち、勝機がないと判断し、密かに豊臣側へ降伏の意志を伝えていたが、長親がこれに反する形で戦を始めたため、豊臣と北条の双方から裏切り者と見なされる。
成田泰高（なりた やすたか）
氏長の弟。氏長と共に小田原の籠城に参加。
甲斐姫（かいひめ）
氏長の娘。18歳。お転婆で幼い頃から城内を走り回って過ごした。美人だが、見かけによらず武辺者であり、剣技だけでなく、薙刀や体術にも長けている。
過去に自身が起こした騒動を長親が収めて以来、長親に惚れているらしい。戦後は秀吉のもとにいく。
珠（たま）
氏長の2番目の妻。40近いが、いまだ美貌が衰えない。甲斐姫とは血が繋がっていない。伝説の武将・太田三楽斎の娘で、自身も勝気な性格。氏長を腑抜けでつまらない男だと思っており、猛々しい泰季との方がより気が合う。
長親に対しては、誇りを傷付けられた怒りから開戦を決めたことを知って見直し、「あの腑抜け（＝氏長）の話など聞かずともよい」と長親の決断を後押しした。
正木丹波守利英（まさき たんばのかみ としひで）
「漆黒の魔人」の異名を持つ成田家一の家老。長親とは幼なじみ。幼いころ見た、上杉謙信の姿に触発され、武芸の鍛錬に勤しんだ。長親に潜在的な将器があるのではと思っている。
柴崎和泉守敦英（しばさき いずみのかみ あつとし）
成田家家老。筋骨隆々とした巨漢。20歳以上年の離れた妻との間に6人の子どもがいる。丹波守の持つ朱槍を欲しており、少年期から常に丹波守と張り合っている。
酒巻靱負詮稠（さかまき ゆきえ あきちか）
成田家家老。22歳。「隙あらば襲ってみろ」と丹波守にからかわれたことがあり、所構わず頻繁に実行している。多数の兵法書を読み漁り、毘沙門天の化身を自称するが、実は今回が初陣。

### 領民
明嶺（みょうりょう）
城内にある清善寺の6代目住職。齢80にして朝まで寝酒を飲むというとんでもない酒豪。敷地内の柿の実を盗もうとする者は、身分の上下にかかわらず半殺しにされる。
たへえ
下忍村の乙名。当初は戦を嫌って丹波の依頼を突っぱねるが、戦をすると決めたのが長親だと知るや、嬉々として籠城軍に加わる。
かぞう
たへえの息子。妻のちよを侍に手籠めにされて以来、武士を憎んでおり、戦には参加せず、豊臣側に情報を漏らし、城攻めにも加担するが、長親が狙撃されたことに激怒して、石田堤を決壊させる。
ちよ
かぞうの妻。かつて侍に手籠めにされた。義父のたへえ、娘のちどりと共に忍城戦に参加する。
ちどり
かぞうとちよの娘。4歳。

### 豊臣側
石田三成（いしだ みつなり）
秀吉の側近。秀吉からは初名で佐吉と呼ばれる。理知に富むが、武運に恵まれず、他の家臣たちからは後方支援専門だと蔑まれている。北条攻めにおいて秀吉から2万の軍を与えられ、忍城攻略軍の総大将に任命されるが、忍城がすでに降伏を決めていることは知らされていなかった。8年前に見た秀吉の備中高松城における水攻めに憧れを抱いており、当初から忍城を水攻めで落とそうと決めていた。
大谷吉継（おおたに よしつぐ）
三成の盟友であり、秀吉からは紀之介と呼ばれる。秀吉から密かに忍城降伏の件を聞かされていたため、戦に転じたことに驚愕する。
武将としての才に恵まれていたため、功を焦る三成や暗愚な正家を再三諫める一方、余りにも突飛な策で敵も味方も取り込む長親を将器ありと見抜いた。
長束正家（なつか まさいえ）
丹羽長秀の家臣。算勘（計算）に優れている点を秀吉に買われ、借り受けられる。秀吉の直臣になってから態度が高飛車になり、弱者には高圧的に、強者には弱く応じる。三成から忍城に対する軍使に任ぜられるが、戦を望む三成に忍城の者たちに対する心根を測るための策略として利用されたに過ぎず、結果、降伏するはずの忍城が戦に転じる原因となった。
前述のように算術に優れ、三成に匹敵するほどの頭脳をもつ反面、兵や配下の将を無駄死にさせるほど軍才がない。
豊臣秀吉（とよとみ ひでよし）
時の関白。天下統一の総仕上げとして大軍を率いて北条領に攻め入った。普段から武将たちに陰口を叩かれている三成に武功を立てさせようと、すでに降伏を伝えてきた忍城攻略軍の総大将に任命する。
山田帯刀（やまだ たてわき）
長束家馬廻役。正家の軍才のなさには心底呆れている。正木丹波守と対決するも首を落とされて討ち死にする。
貝塚隼人（かいづか はやと）
石田家馬廻役。酒巻靱負と対決する。映画版には登場しない。
前野与左衛門（まえの よざえもん）
大谷吉継の直臣。柴崎和泉守と対決するがなすすべなく倒される。

## 書誌情報
- 和田竜『のぼうの城』小学館
  - 2007年11月28日発売[3]、ISBN 978-4-09-386196-0
- 同文庫版〈小学館文庫〉
  - 上巻、2010年10月6日発売[4]、ISBN 978-4-09-408551-8
  - 下巻、2010年10月6日発売[5]、ISBN 978-4-09-408552-5
- オリジナル脚本完全版
  - 2012年9月11日発売[6]、ISBN 978-4-09-388269-9
- 漫画版
  - 和田竜（原作）・花咲アキラ（作画） 『のぼうの城』 小学館〈ビッグスピリッツコミックススペシャル〉、全1巻
    - 2009年5月29日発売[7]、ISBN 978-4-09-182559-9

## 映画
犬童一心と樋口真嗣の共同監督で、2010年夏より製作開始、東宝とアスミック・エースの配給で2012年11月2日に公開された。TBS開局60周年記念作品。主演は野村萬斎。累計興行収入28.4億円を記録するヒット作となり、第36回日本アカデミー賞で多数の優秀賞を受賞するなどの評価を受けた。

### キャスト
- 成田長親：野村萬斎
- 甲斐姫：榮倉奈々
- 正木丹波守利英：佐藤浩市
- 酒巻靱負：成宮寛貴
- 柴崎和泉守：山口智充
- 石田三成：上地雄輔
- 大谷吉継：山田孝之
- 長束正家：平岳大
- たへえ：前田吟
- かぞう：中尾明慶
- ちよ：尾野真千子
- ちどり：芦田愛菜
- 留：ピエール瀧
- 山田帯刀：和田聰宏
- 成田泰高：谷川昭一朗
- すが：ちすん
- 権平：米原幸佑
- 雑賀の狙撃兵：中村靖日
- 服部大五郎：黒田大輔
- 市原直右衛門：古村隼人
- 佐竹義宣：笠原紳司
- 成田氏長：西村雅彦
- 北条氏政：中原丈雄
- 珠：鈴木保奈美
- 成田泰季：平泉成
- 和尚：夏八木勲
- 豊臣秀吉：市村正親
- ナレーション：安住紳一郎

### 製作
2010年8月15日、クランクイン。合戦シーンの撮影は、北海道苫小牧市で行われた。
VFXが多用され、VFXカット数は約350カット、マットペイントは約50カットに及ぶ。VFX制作にはMotor/lieZを中心としてマリンポスト、日本映像クリエイティブ、ピクチャーエレメント、およびマットペイント担当のFudeの5社が参加した。
当初は2011年9月17日公開の予定だったが、同年3月に発生した東日本大震災による津波被害に配慮し、4月22日に公開を2012年秋に延期することが発表され、2012年5月9日には正式な公開日が同年11月2日となったことが発表された。震災の影響で公開が延期された映画の多くが比較的早期に公開決定したのに対し、本作は最も長期間延期されることとなった。プロデューサーの久保田修によれば、本作の「水攻め」描写は大震災を予見していたかのようなリアリティでありスタッフの優秀さに驚いたが、人間が水に飲み込まれてゆく描写がリアルすぎるため一部がカットされた。また、映画公開直前の2012年9月11日には脚本完全版が発売され、原作者の和田竜は「オリジナルの脚本のまま上映しようとすると240分以上必要で、15億円以上の制作費が必要になってしまう」とコメントし、オリジナル版から大幅にカットして145分の作品に仕上げた。
キャッチコピーは「20,000人 VS 500人 豊臣軍にケンカを売った、でくのぼうがいた。」「この男の奇策、とんでもないッ!」。

### スタッフ
- 監督：犬童一心、樋口真嗣
- 原作：和田竜『のぼうの城』（小学館）
- 脚本：和田竜
- プロデューサー：久保田修
- 戦闘場面指導：伊藤清（元海上自衛官）
- 撮影：清久素延、江原祥二
- 美術：磯田典宏、近藤成之
- セカンドユニット / 特撮 監督：尾上克郎
- 特殊美術：三池敏夫、高橋勲
- VFX プロデューサー：大屋哲男
- VFX スーパーバイザー：佐藤敦紀、ツジノミナミ
- VFX：Motor/lieZ、マリンポスト、日本映像クリエイティブ、ピクチャーエレメント、Fude
- 音楽：上野耕路
- 主題歌：エレファントカシマシ「ズレてる方がいい」
- 衣装：大塚満
- スタントコーディネーター：辻井啓伺、田渕景也
- 特殊メイク：原口智生
- ガンエフェクト：納富喜久男
- ロケ協力：苫小牧市、北海道ロケーション連絡室、苫小牧東部地域、北杜市フィルムコミッション ほか
- 制作プロダクション：C&Iエンタテインメント、アスミック・エース
- プロダクション協力：エース・プロダクション
- 配給：東宝、アスミック・エース
- 製作：『のぼうの城』フィルムパートナーズ[注釈 4]

### 封切り
TOHOシネマズスカラ座他全国328スクリーンで公開され、2012年11月2日 - 4日の初日3日間で興収5億490万1,150円、動員40万9,352人になり、映画観客動員ランキング（興行通信社調べ）で初登場第1位となった。続く公開2週も累計興収は11億8,404万5,250円、累計動員は98万2,363人となり2週連続第1位となっている。

### 受賞歴
第36回日本アカデミー賞において、以下の10部門で優秀賞を受賞し、そのうち美術賞で最優秀賞を受賞した。
- 優秀作品賞
- 優秀監督賞（犬童一心/樋口真嗣）
- 優秀主演男優賞（野村萬斎）
- 優秀助演男優賞（佐藤浩市）
- 優秀音楽賞（上野耕路）
- 優秀撮影賞（清久素延/江原祥二）
- 優秀照明賞（杉本崇）
- 優秀美術賞（磯田典宏/近藤成之）
- 優秀録音賞（志満順一）
- 優秀編集賞（上野聡一）

第34回ヨコハマ映画祭において、本作と『その夜の侍』『悪の教典』の3作品での演技により、山田孝之が助演男優賞を受賞している。
ムービープラス・アワード2012映画ファン大賞作品賞邦画部門1位。

### 海外映画祭
ロサンゼルスで開催の「LA EigaFest 2012」にてクロージング映画として上映された。

### Blu-ray / DVD
2013年5月2日発売。発売元はアスミック・エース、販売元はハピネット。
- 通常版（1枚組）
  - 映像特典
    - 特報・劇場予告編・TVスポット集

  - 音声特典
    - オーディオコメンタリー（野村萬斎×監督：犬童一心&樋口真嗣）
- 豪華版（完全初回限定生産、2枚組）
  - ディスク1：本編ディスク（通常版と同様）
  - ディスク2：特典ディスク[注釈 5]
    - のぼうの城 メイキング
    - 「のぼうの城」公開記念 ナビゲート特番攻略!
    - 映画「のぼうの城」の世界解禁!! のぼうの城 オールスター仰天クイズ 天下を獲るのは誰だ!?
    - 未公開シーン集（監督：犬童一心&樋口真嗣、プロデューサー：久保田修によるオーディオコメンタリー付き）
    - 田楽踊り 完全版（野村萬斎によるオーディオコメンタリー付き）
    - 大放尿! 田楽踊り虎の巻! How To Dance The DENGAKUODORI.（野村萬斎によるオーディオコメンタリー付き）
    - 田楽踊り ビデオ・コンテ
    - VFXテクニカル・ブレイクダウン
    - イベント映像集
    - 劇場タイアップ映像
    - エレファントカシマシ「ズレてる方がいい」ミュージックビデオ

  - 封入特典
    - ブックレット
    - 忍城の地図（劇中仕様版）
    - 完成台本

  - 特製アウターケース付きデジパック仕様

### テレビ放映
| 回数 | テレビ局   | 番組名（放送枠名） | 放送日        | 放送時間      | 放送分数 | 視聴率 | 備考           |
| ---- | ---------- | ------------------ | ------------- | ------------- | -------- | ------ | -------------- |
| 1    | TBS        | 新春プレミアシネマ | 2014年1月5日  | 20:54 - 23:18 | 144分    | 11.4%  |                |
| 2    | TBS        | 月曜ゴールデン     | 2016年1月18日 | 21:00 - 22:54 | 114分    | 5.7%   |                |
| 3    | テレビ埼玉 | （放送枠名なし）   | 2020年1月2日  | 18:00 - 20:45 | 165分    | -      | 完全ノーカット |
| 4    | BS日テレ   | 木曜は!特選時代劇  | 2023年2月16日 | 18:00 - 20:54 | 174分    | -      |                |

- 視聴率はビデオリサーチ調べ、関東地区・世帯・リアルタイム。

### その他

「のぼうの城」田んぼアート

2010年度から2012年度にかけて、本作を題材とした田んぼアートが埼玉県行田市の古代蓮の里隣接地の水田にて制作された。なお、同市の田んぼアートは「最大の田んぼアート（Largest rice field mosaic）」としてギネス世界記録に認定されている。
秩父鉄道では、7000系電車に本作と行田市の観光ビジュアルをラッピングした「行田市観光ラッピング電車」を、2012年10月8日から2013年1月6日まで運行した。
劇中のクライマックスシーンで鉄砲足軽が右手で鉄砲を支える描写があるが、これは正規の右撃ち場面を逆方向から撃つ場面に使う演出意図から、映像を左右反転に加工しているためである。またそれ以外にも、石田三成ののぼり旗が裏表逆になっているなど、細部で史実と異なる描写がある。

## オーディオブック
2017年1月、オトバンクの配信サービス「FeBe」でオーディオブック版が配信された。
キャスト
- 成田長親：小野賢章
- 正木丹波守利英：杉田智和
- 石田三成：松岡禎丞
- 甲斐姫：千本木彩花
- 柴崎和泉守：田尻浩章
- 酒巻靱負：天﨑滉平
- 豊臣秀吉：福沢良一
- 大谷吉継：利根健太朗
- 長束正家：石狩勇気
- たへえ：側見民雄
- かぞう：小野ゆたか
- ちよ：大関英里
- 成田氏長：大谷幸広
- 成田泰季：浅科准平
- 北条氏政：山本善寿
- 北条氏直：喜多田悠
- 朗読：間島淳司